# ジョージアテック・イエロージャケッツ

ジョージアテック・カラーのACCのロゴ

ジョージアテック・イエロージャケッツ（英: Georgia Tech Yellow Jackets）は、アメリカ合衆国のジョージア工科大学のスポーツ競技チーム。NCAAディビジョンI所属。

## 競技チーム
| 男子スポーツ                            | 女子スポーツ     |
| --------------------------------------- | ---------------- |
| 野球                                    | バスケットボール |
| バスケットボール                        | クロスカントリー |
| クロスカントリー                        | ソフトボール     |
| フットボール                            | 水泳・飛込       |
| ゴルフ                                  | テニス           |
| 水泳・飛込                              | 陸上†            |
| テニス                                  | バレーボール     |
| 陸上†                                   |                  |
| †屋外競技チームと室内競技チームがある。 |                  |